# Saint-Sauveur-la-Pommeraye

Saint-Sauveur-la-Pommeraye este o comună în departamentul Manche, Franța. În 1 ianuarie 2022 avea o populație de 401 de locuitori.